# Royal Aircraft Factory R.A.F.1

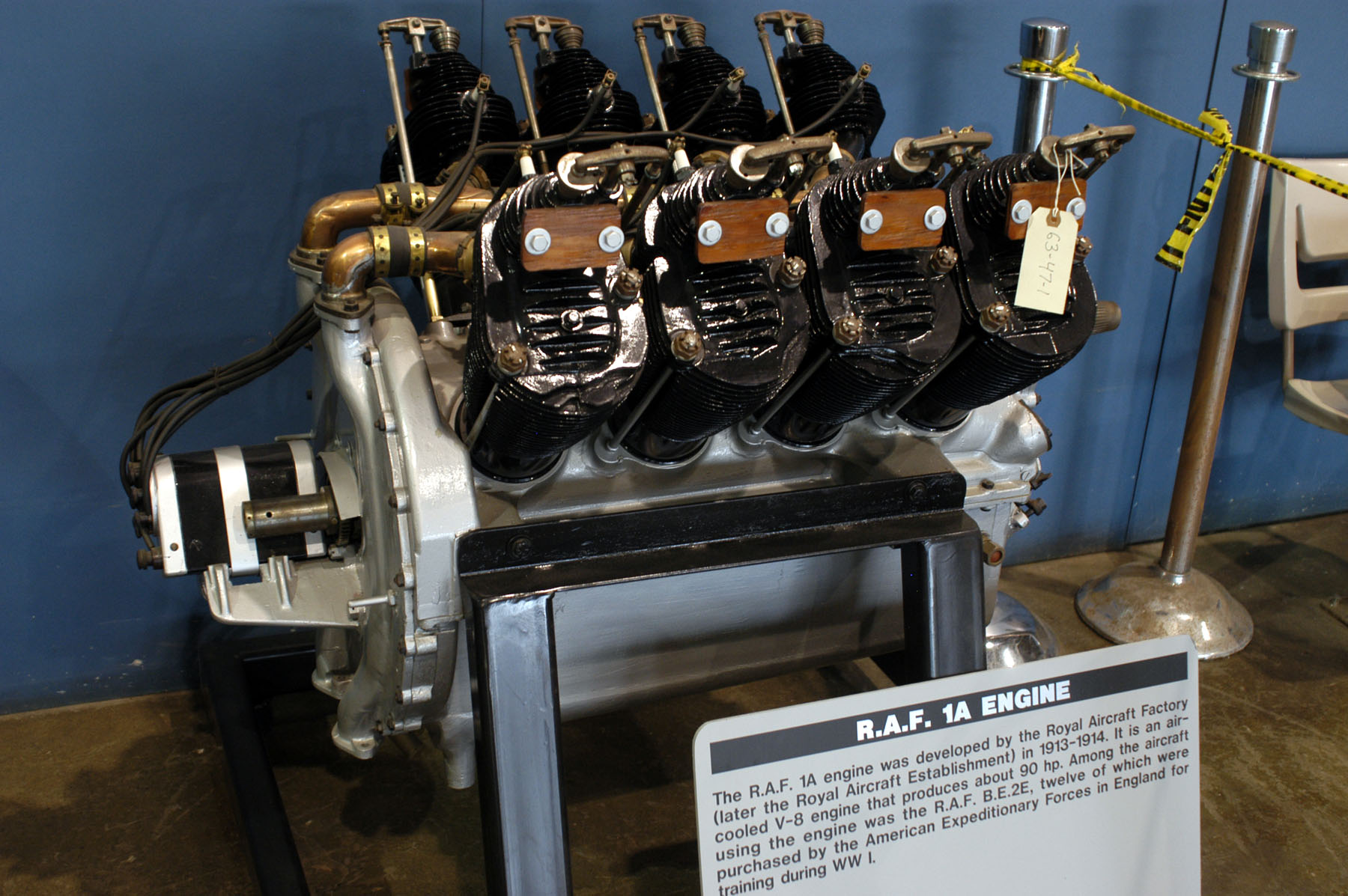
R.A.F.1A

Royal Aircraft Factory R.A.F.1 byl vzduchem chlazený letecký motor, který byl postupně vyvinut z vidlicového osmiválce francouzské firmy Moteurs Louis Renault Cie (firma měla v Londýně, ve čtvrti West Brompton, pobočku Renault Limited).
Motor mj. poháněl letouny Armstrong Whitworth F.K.2, Armstrong Whitworth F.K.3, Boulton & Paul P.6, Boulton & Paul P.9 či Royal Aircraft Factory B.E.2.
Royal Aircraft Factory R.A.F.1a, 90 hp
- Typ: pístový letecký motor, čtyřdobý zážehový vzduchem chlazený vidlicový osmiválec (bloky válců svírají úhel 90 stupňů) s atmosférickým plněním, vybavený reduktorem, motor pohání levotočivou tažnou vrtuli

- Vrtání válce: 100 mm
- Zdvih pístu: 140 mm
- Celková plocha pístů: 628,32 cm²
- Zdvihový objem motoru: 8796 cm³
- Převod reduktoru: 2,00
- Kompresní poměr: 4,30
- Rozvod ventilový
- Zapalování magnety A6.S
- Příprava směsi: karburátory Claudel-Hobson Mk.1A
- Mazání tlakové, oběžné
- Hmotnost suchého motoru: 204,1 kg
- Výkony:
  - vzletový: 108 hp (80,5 kW) při 1800 ot/min
  - maximální: 112 hp (83,5 kW) při 1900 ot/min

Royal Aircraft Factory R.A.F.1b, 105 hp
- Vrtání válce: 105 mm
- Zdvih pístu: 140 mm
- Celková plocha pístů: 692,72 cm²
- Zdvihový objem motoru: 9698 cm³
- Převod reduktoru: 2,00
- Kompresní poměr: 4,24
- Rozvod ventilový
- Hmotnost suchého motoru: 204,1 kg
- Výkony:
  - vzletový: 110 hp (82 kW) při 1800 ot/min
  - maximální: 118 hp (88 kW) při 1950 ot/min